# فهرست شرکت‌های داروسازی
فهرست شرکت‌های داروسازی (به انگلیسی: List of pharmaceutical companies) فهرستی از ۱۲ شرکت بزرگ داروسازی جهان می‌باشد، که بر پایه میزان درآمد سالیانه رتبه‌بندی شده‌اند. این فهرست مربوط به عملکرد این شرکت‌ها در سال مالی ۲۰۰۹ میلادی می‌باشد و در ماه مارس ۲۰۱۰ منتشر شده‌است.
| رتبه | شرکت                 | کشور                | درآمد (میلیارد دلار) | درآمد (میلیون یورو یا دلار) | تغییر ۲۰۰۹/۲۰۰۸ (٪) | سود خالص (میلیون دلار) | تغییر ۲۰۰۹/۲۰۰۸ (٪) | هزینه‌های تحقیق و توسعه (میلیون دلار) | تغییر ۲۰۰۹/۲۰۰۸ (٪) | رتبه در فورچون ۵۰۰ |
| ---- | -------------------- | ------------------- | -------------------- | --------------------------- | ------------------- | ---------------------- | ------------------- | ------------------------------------ | ------------------- | ------------------ |
| ۱    | جانسون و جانسون      | ایالات متحده آمریکا | ۶۱٫۹۰                | $۶۱٬۸۹۷                     | -۲٫۹                | $۱۲٬۲۶۶                | -۵٫۳                | ۶٬۹۸۶                                | -۷٫۸                | ۱۰۳                |
| ۲    | فایزر                | ایالات متحده آمریکا | ۵۰٫۰۱                | $۵۰٬۰۰۹                     | ۳٫۵                 | ۸٬۶۳۵                  | ۶٫۶                 | ۷٬۸۴۵                                | -۱٫۳                | ۱۵۲                |
| ۳    | هوفمان-لا روش        | سوئیس               | ۴۷٫۳۵                | ۴۹٬۰۵۱ CHF                  | ۷٫۵                 | ۸٬۵۱۰ CHF              | -۲۱٫۵               | ۹٬۸۷۴ CHF                            | ۱۱٫۶                | ۱۷۱                |
| ۴    | گلاکسواسمیت‌کلاین     | بریتانیا            | ۴۵٫۸۳                | £۲۸٬۳۶۸                     | ۱۶٫۵                | £۵٬۶۶۹                 | ۲۰٫۳                | £۴٬۱۰۶                               | ۱۱٫۵                | ۱۶۸                |
| ۵    | نوارتیس              | سوئیس               | ۴۴٫۲۷                | $۴۴٬۲۶۷                     | ۶٫۸                 | $۸٬۴۵۴                 | ۳٫۶                 | $۷٬۴۶۹                               | ۳٫۵                 | ۱۸۳                |
| ۶    | سانوفی               | فرانسه              | ۴۱٫۹۹                | €۲۹٬۳۰۶                     | ۶٫۳                 | €۸٬۴۷۱                 | ۱۷٫۹                | €۴٬۵۸۳                               | ۰٫۲                 | ۱۸۱                |
| ۷    | آسترازنکا            | بریتانیا · سوئد     | ۳۲٫۸۱                | $۳۲٬۸۰۴                     | ۳٫۸                 | $۷٬۵۴۴                 | ۲۳٫۱                | $۴٬۴۰۹                               | -۱۴٫۹               | ۲۶۸                |
| ۸    | آزمایشگاه ابوت       | ایالات متحده آمریکا | ۳۰٫۷۶                | $۳۰٬۷۶۵                     | ۴٫۲                 | ۵٬۷۴۶                  | ۲۱٫۴                | ۲٬۷۴۴                                | ۲٫۱                 | ۲۹۴                |
| ۹    | مرک اند کو.          | ایالات متحده آمریکا | ۲۷٫۴۳                | $۲۷٬۴۲۸                     | ۱۵٫۰                | $۱۳٬۰۲۴                | ۶۴٫۲                | $۵٬۸۰۰                               | ۲۰٫۸                | ۳۷۸                |
| ۱۰   | بایر                 | آلمان               | ۲۲٫۳۰                | €۱۵٬۹۸۸                     | ۳٫۸                 | €۱٬۶۹۶                 | ۳۸٫۸                | €۱٬۸۴۵                               | ۵٫۹                 | ۱۵۴                |
| ۱۱   | الی لیلی             | ایالات متحده آمریکا | ۲۱٫۸۴                | $۲۱٬۸۳۶                     | ۷٫۲                 | $۴٬۳۲۸                 | N/A                 | N/A                                  | N/A                 | ۴۵۵                |
| ۱۲   | بریستول-مایرز اسکویب | ایالات متحده آمریکا | ۱۸٫۸۱                | $۱۸٬۸۰۸                     | ۶٫۲                 | $۴٬۴۲۰                 | ۱۹٫۹                | ۳٬۶۴۷                                | ۳٫۸                 | ۴۳۵                |

## رتبه‌بندی مجله فورچون
در این فهرست، ۱۲ تولید کننده بزرگ دارو در جهان رتبه‌بندی گردیده، که توسط مجله فرچون و بر پایه رتبه‌بندی شرکت‌های داروسازی موجود در فهرست فورچون جهانی ۵۰۰ منتشر شده‌است.
| رتبه | شرکت                 | کشور                | درآمد (میلیون دلار) | سود خالص (میلیون دلار) | تعداد کارکنان |
| ---- | -------------------- | ------------------- | ------------------- | ---------------------- | ------------- |
| ۱    | جانسون و جانسون      | ایالات متحده آمریکا | ۶۳٬۷۴۷٫۰            | ۱۲٬۹۴۹٫۰               | ۱۱۸٬۷۰۰       |
| ۲    | فایزر                | ایالات متحده آمریکا | ۴۸٬۲۹۶٫۰            | ۸٬۱۰۴٫۰                | ۸۱٬۸۰۰        |
| ۳    | گلاکسواسمیت‌کلاین     | بریتانیا            | ۴۴٬۶۵۴٫۰            | ۸٬۴۳۸٫۶                | ۹۹٬۰۰۳        |
| ۴    | هوفمان-لا روش        | سوئیس               | ۴۴٬۲۶۷٫۵            | ۸٬۲۸۸٫۱                | ۸۰٬۰۸۰        |
| ۵    | سانوفی               | فرانسه              | ۴۲٬۱۷۹٫۰            | ۵٬۶۳۶٫۷                | ۹۸٬۲۱۳        |
| ۶    | نوارتیس              | سوئیس               | ۴۱٬۴۵۹٫۰            | ۸٬۱۹۵٫۰                | ۹۶٬۷۱۷        |
| ۷    | آسترازنکا            | بریتانیا · سوئد     | ۳۱٬۶۰۱٫۰            | ۶٬۱۰۱٫۰                | ۶۵٬۰۰۰        |
| ۸    | آزمایشگاه ابوت       | ایالات متحده آمریکا | ۲۹٬۵۲۷٫۶            | ۴٬۸۸۰٫۷                | ۶۸٬۸۳۸        |
| ۹    | مرک اند کو.          | ایالات متحده آمریکا | ۲۳٬۸۵۰٫۳            | ۷٬۸۰۸٫۴                | ۵۵٬۲۰۰        |
| ۱۰   | ویت                  | ایالات متحده آمریکا | ۲۲٬۸۳۳٫۹            | ۴٬۴۱۷٫۸                | ۴۷٬۴۲۶        |
| ۱۱   | بریستول-مایرز اسکویب | ایالات متحده آمریکا | ۲۱٬۳۶۶٫۰            | ۵٬۲۴۷٫۰                | ۳۵٬۰۰۰        |
| ۱۲   | الی لیلی اند کامپنی  | ایالات متحده آمریکا | ۲۰٬۳۷۸٫۰            | (۲٬۰۷۱٫۹)              | ۴۰٬۵۰۰        |